# Ahmet Ayık
Ahmet Ayık (* 31. März 1938 in Eskiköy, Sivas) ist ein ehemaliger türkischer Ringer und Sportfunktionär.

## Werdegang
Ayık wuchs in Doğanşar auf. Über den traditionellen türkischen Ringkampf kam er mit 18 Jahren zum modernen Wettkampf-Ringen und stieg bald zu den besten türkischen Freistilringern auf. Die Trainer Celal Atik und İsmet Atlı hatten dabei große Verdienste. 1961 wurde er erstmals türkischer Meister im Mittelgewicht. Ab 1962 startete er mit großen Erfolgen auch bei internationalen Meisterschaften. Er war der einzige Ringer seiner Zeit, den der überragende sowjetische Ringer Alexander Medwed nicht besiegen konnte. Andererseits gelangen Ayık Siege über Medwedew, Schota Lomidse und Iwan Jarygin. Der größte Erfolg Ayıks war der Olympiasieg 1968 in Mexiko-Stadt, nachdem er 1964 in Tokio schon die Silbermedaille gewonnen hatte.
Ayık ist heute Geschäftsmann und war von 1997 bis 2000 Präsident des türkischen Ringerverbandes. Für seine Verdienste um den Ringersport wurde er 2004 in die FILA International Wrestling Hall of Fame aufgenommen.

## Internationale Erfolge
(OS = Olympische Spiele, WM = Weltmeisterschaft, EM = Europameisterschaft, F = Freistil, Mi = Mittelgewicht, damals bis 87 kg Körpergewicht, Hs = Halbschwergewicht, Körpergewicht, damals bis 97 kg Körpergewicht)
- 1963, 5. Platz, WM in Sofia, F, Hs, mit Siegen über Günther Bauch, DDR, Francisc Balla, Rumänien, Bogdan Bartkowiak, Polen und Niederlagen gegen Tatsuo Sasaki, Japan und Mansour Mehdizadeh, Iran
- 1964, Silbermedaille, OS in Tokio, F, Hs, mit Siegen über Hugh Williams, Australien, Gholamreza Takhti, Iran und Unentschieden gegen Said Mustafow, Bulgarien und Alexander Medwed, UdSSR
- 1965, 1. Platz, WM in Manchester, F, Hs, mit Siegen über Shinya Takizawa, Japan, Ryszard Dlugosz, Polen, Robert Chambert, Kanada, Lennart Eriksson, Schweden, Said Mustafow und Alexander Medwed
- 1966, 2. Platz, EM in Essen, F, Hs, mit Siegen über Vasil Todorow, Bulgarien, Horst Schwarz, BRD, Herbert Lins, Österreich, Dlugosz und einer Niederlage gegen Schota Lomidse, UdSSR
- 1966, 2. Platz, WM in Toledo/USA, F, Hs, mit Siegen über Jesse Lewis, USA, Peter Jutzeler, Schweiz, Said Mustafow, Gholamreza Takhti und einem Unentschieden gegen Alexander Medwed
- 1967, 1. Platz, EM in Istanbul, F, Hs, mit Siegen über Sinisa Rangelov, Jugoslawien, Heinz Kiehl, BRD, Schota Lomidse und Hjusni Hjusniew, Bulgarien
- 1967, 1. Platz, WM in Neu-Delhi, F, Hs, mit Siegen über József Csatári, Ungarn, Harry Houska, USA, Gerd Bachmann, DDR, Schota Lomidse und Said Mustafow
- 1968, Goldmedaille, OS in Mexiko-Stadt, F, Hs, mit Siegen über Dlugosz, Hollogin Baianmunkh, Mongolei, József Csatári, Mustafow und Unentschieden gegen Jesse Lewis, USA und Schota Lomidse
- 1970, 1. Platz, EM in Berlin, F, Hs, mit Siegen über Alfons Hecher, BRD, Alfred Menzi, Schweiz, Csatari, Iwan Jarygin, UdSSR und Vasil Todorow, Bulgarien